# Combat de Tintihidjrene
Guerre du Mali
Batailles
Le Combat de Tintihidjrene a lieu le 18 juillet 2018, lors de la guerre du Mali.

## Déroulement
Le 18 juillet 2018, le GATIA et le MSA annoncent qu'une de leur patrouille a accroché un groupe de combattants de l'État islamique dans le Grand Sahara près de Tintihidjrene, une localité située à 20 kilomètres au sud-ouest de N'Tillit, dans la région de Gao,,. Les GATIA et le MSA revendiquent la victoire et affirment avoir saisi des armes, des munitions et du TNT,,.

## Pertes
Dans leur communiqué commun, le GATIA et le MSA annoncent que les combats ont fait trois morts et trois blessés dans leurs rangs, contre neuf tués du côté des djihadistes, dont un chef nommé Alou Amadou,,.
L'État islamique dans le Grand Sahara revendique l'attaque le 19 juillet 2018 et affirme avoir tué huit hommes du GATIA.